# Magyar Tudomány
Magyar Tudomány folyóirat, amit 1956 óta a Magyar Tudományos Akadémia ad ki. A folyóirat székhelye Budapest, havonként jelenik meg. Jogelődje, az Académiai Értesítő 1840-ben indult, a folyóirat alapításának éve tehát 1840-re nyúlik vissza. Alapítója Csengery János. Tartalma a magyar tudományos élet eseményeiről számol be, tudománypolitikai kérdések, tanulmányok, tudománytörténet, viták, a hazai és nemzetközi szakirodalom szemlézése kap benne szerepet.

## Jogelődjei
- Académiai Értesítő (1840–1859; szerk. Toldy Ferenc)
- Magyar Akadémiai Értesítő (1860–1867; szerk. Csengery Antal)
- A Magyar Tudományos Akadémia értesítője (1867–1889)
- Akadémiai Értesítő, új folyamot indított[1](1890–1955); jeles szerkesztői ebből az időszakból: Heinrich Gusztáv, Voinovich Géza.

## A Magyar Tudomány főszerkesztői
- Trencsényi-Waldapfel Imre (1956–1966)
- Erdei Ferenc (1966–1971)
- Köpeczi Béla (1971–1983)
- Straub F. Brunó (1983–1989)
- Köpeczi Béla (1989–1996)
- Enyedi György (1996–1999)
- Czelnai Rudolf (1999–2001)
- Csányi Vilmos (2001–2016)
- Falus András (2017–2023)
- Bollobás Enikő (2023–)